# Контрасигнатура
 Контрасигнатура, контрасигнация, контрасигиляция (лат. contrasignatura — министерская скрепа, подпись) — порядок, при котором утверждённые главой государства или парламентом законы подлежат обязательному заверению подписью премьер-министра или уполномоченного министра для придания этому акту юридической силы.
Подобный порядок является не просто визированием издаваемого правового акта, а процедурой, которая предусмотрена конституциями ряда стран, приобретая таким образом правовое значение. Подпись, поставленная повторно рядом с основной подписью, удостоверяет её либо подтверждает факт дополнительно заявленных в документе обязательств. Формально порядок контрасигнатуры объясняется тем, что глава государства юридически не ответственен за свои действия (за исключением случаев государственной измены или иных преступлений, если речь идет о президенте).
В некоторых странах подпись министра на акте, исходящем от главы государства, означает, что министр принимает на себя юридическую и политическую ответственность за данный акт. Без контрасигиляции соответствующий акт обычно считается недействительным. Например, в Англии эти правила предусмотрены в Акте об устроении 1701 г. и конкретизированы в постановлении палаты лордов в 1711 г. Принцип контрасигиляции закреплён в конституциях США, ФРГ 1949 г., Японии 1946 г., Франции 1958 г. и др.
Институт контрасигнатуры чаще применяется в государствах с парламентской формой правления, нежели в президентской республике. В конституции Российской Федерации институт контрасигнатуры не предусмотрен.
Встречающаяся значительно реже контрасигнатура актов главы правительства соответствующими министрами объясняется стремлением усилить солидарность кабинета.